# Miltochrista plumbilineata
Miltochrista plumbilineata är en fjärilsart som beskrevs av George Francis Hampson 1900. Miltochrista plumbilineata ingår i släktet Miltochrista och familjen björnspinnare. Inga underarter finns listade i Catalogue of Life.